# Shikoku Facula
La Shikoku Facula è una struttura geologica della superficie di Titano.